# Моделі страхування ризиків на транспорті
 Моделі страхування ризиків на транспорті розглядають процес страхування як операцію всередині страхової компанії, що полягає у перерозподілі фінансових ресурсів, зібраних від страхувальників і виплачуваних унаслідок настання страхових випадків або віддаються платежами за перестрахування.
Моделювання ризиків на транспорті підпорядковане фактично визначенню впливу  дорожньо-транспортної пригоди (ДТП) на настання страхового випадку. Крім того, моделювання розглядає особливості впливу ризику ДТП на настання страхового випадку у різних видах страхування:
- страхуванні Каско;
- страхуванні Карго;
- страхуванні від нещасного випадку на транспорті;
- страхуванні цивільної відповідальності власників транспортних засобів.

Окремим застосуванням моделей страхування ризиків на транспорті є моделювання особливостей динаміки фінансових потоків, які впливають на формування страхових резервів страховиків [1].

## Моделювання страхових ризиків на транспорті
Найбільш проста модель страхування ризиків на транспорті може бути зведена до початкового фонду, який збільшується за кошти страхових премій та зменшується завдяки виплатам. Якщо Ut – це початковий фонд, Pt – страхові премії, а Ct – страхові виплати за проміжок часу t , тоді розмір фонду наприкінці цього проміжку часу становитиме:
Ut =U0 + Pt −Ct.
Якщо вимоги по виплатах за цей проміжок часу будуть більшими за величину фонду, тоді можливості страховика здійснювати діяльність зі страхування транспортних ризиків стають неможливими. Якщо умовами виплат будуть:
- вимоги виплат, незалежних у часі;
- кількість вимог на виплати залежить лише від кількості часу;
- повторні виплати у досить обмеженому часі неможливі або мізерні[1].

Якщо сукупність N однакових договорів транспортного страхування, діючих протягом року, а кількість вимог на виплату за проміжок часу dt становитиме μdt , тоді загальна кількість вимог на виплати буде μN = n .
А процес набуття k вимог на виплати буде пуассонівським з ймовірністю:
{\displaystyle P_{k}{\frac {e^{-n}n^{k}}{k!,}}}
Якщо S(x) – функція розподілу виплат за однією вимогою, то математичне очікування цієї величини становитиме:
{\displaystyle \int \limits _{0}^{\infty }xdS(x)=m,}
Для збалансованого договору страхування транспортних ризиків очікування виплат та премій прирівнюються. Отже, якщо π – величина премії, тоді можливе таке рівняння:
π=μ*m,
а загальна кількість платежів за рік становитиме:
μ *N *m = n*m.
У випадку заявки k виплат можна визначити функцію розподілу загальної суми виплат [2]:
{\displaystyle S^{k*}(x)=\int \limits _{0}^{\infty }S^{(k-1)}(x-z)dS(z),}
Перемножуючи ці величини на відповідні ймовірності та підсумовуючи за k ,отримуємо функцію розподілу загальної суми виплат при страхуванні транспортних ризиків:
{\displaystyle F(x,n)=\sum _{k=0}^{\infty }{\frac {e^{-n}n^{k}}{k!}}S^{k*}(x),}
Тоді стає можливим запис моделі страхування транспортних ризиків у такому вигляді:
Ut =U0 + nm − x ,
де x – випадкова величина, визначена попереднім виразом.
При ймовірності того, що Ut ≥ 0 – страховик не збанкрутує, відповідна ймовірність того, що x ≤U0 + nm , дорівнює F(U0 + nm, n). Якщо бажаний рівень ймовірності незбанкрутування страховика у страхуванні транспортних ризиків фіксований та дорівнює 1−ε , то маємо рівняння:
1-ε=Pr{x≥U0+ nm}= {\displaystyle \int \limits _{0}^{U_{0}+nm}dF(x,n)=F(U_{0}+nm,n).}
Для нормальної роботи страховика у страхуванні транспортних ризиків необхідні додаткові витрати, що призводить до рівняння:
1−ε =F{U0+nm(1+λ ),n}.
Величина λ може бути знайдена з попереднього рівняння, але його реальне значення має бути на більш високому рівні, а це потребує удосконалення моделі. Тому що n залежить від λ та визначає конкурентність страховика у страхуванні транспортних
ризиків.
Якщо λ та ε несумісні, то виникає необхідність перестрахування у формі перевищення збитків, коли перестраховик виплачує за окремими вимогами при перевищенні певної величини за певним тарифом перестрахування. В результаті доходи знижуються, а функція F(*) змінюється завдяки вивільнення виплат понад межі перевищення, що визначається рівнянням:
1−ε=F^{M}*(Uo+nm*(1+λ)*(1−r),n),
де M визначає модифікацію розподілу F(*) шляхом скорочення розподілу однієї вимоги S(x) , 
а r – це частка у перестрахування.

## Висновки
Наведена математична модель страхування транспортних ризиків враховує не тільки особливості транспортної галузі, але й можливості процесу страхування та перестрахування, притаманні цій групі ризиків.